# Eleccions legislatives noruegues de 1909
Les eleccions legislatives noruegues de 1909 es van celebrar entre el 2 i el 25 d'octubre de 1909, amb una segona volta entre el 18 d'octubre i l'11 de novembre per a renovar els 123 membres del Storting, el parlament de Noruega. Els que obtingueren més escons foren els liberals, que formaren govern amb el liberal Gunnar Knudsen com a primer ministre de Noruega fins que el 1910 fou substituït per Wollert Konow (Partit d'Esquerra Liberal).

## Suports
| Diari                | Partit recolzat | Partit recolzat  | Notes |
| -------------------- | --------------- | ---------------- | ----- |
| Bratsberg-Demokraten |                 | Partit Laborista |       |

## Resultats
|         |                               |         |       |          |        |
| Partits | Partits                       | Vots    | Vots  | Escons   | Escons |
| Partits | Partits                       | #       | %     | #        | ±      |
|         | Partit Conservador de Noruega | 175,388 | 41,49 | 41 / 123 | 5      |
|         | Partit d'Esquerra Liberal     | 175,388 | 41,49 | 23 / 123 | Nou    |
|         | Partit Liberal                | 128,367 | 30.37 | 46 / 123 | 27     |
|         | Partit Laborista Noruec       | 91,268  | 21.59 | 11 / 123 | 1      |
|         | Laboristes Demòcrates         | 15,550  | 3.68  | 2 / 123  | 2      |
|         | Total                         | 100%    | 100%  | 123      | 123    |